# Projecció cònica conforme de Lambert
|  | No s'ha de confondre amb projecció azimutal de Lambert. |

Projecció cònica conforme de Lambert

La projecció cònica conforme de Lambert (LCC) és una projecció cònica simple que és freqüentment usada en navegació aèria. En essència, la projecció superposa un con sobre l'esfera de la Terra, amb dos paral·lels de referència secants al globus i intersecats. Això minimitza la distorsió provinent de projectar una superfície tridimensional a una bidimensional. La distorsió és mínima al llarg dels paral·lels de referència, i s'incrementa fora dels paral·lels elegits. Els pilots utilitzen aquestes cartes pel fet que una línia recta dibuixada sobre una carta la projecció és conforme cònica de Lambert mostra la distància veritable entre punts. No obstant això, els avions han de volar rutes que són arcs de cercles màxims per recórrer la distància més curta entre dos punts de la superfície, que en una carta de Lambert apareix com una línia corba que ha de ser calculada en forma separada per assegurar d'identificar els punts intermedis correctes en la navegació. Sobre la base de la projecció cònica simple amb dos meridians de referència Johann Heinrich Lambert va ajustar matemàticament la distància entre els paral·lels per crear un mapa conforme. Atès que els meridians són línies rectes i els paral·lels arcs de cercle concèntrics els diferents fulls encaixen perfectament.